# Овсяннікова Марина Володимирівна
Марина Володимирівна Овсяннікова, до шлюбу Ткачук; нар. 19 червня 1978, Одеса, УРСР) — російська тележурналістка українського походження, що працювала редакторкою в службі міст на Першому каналі у Росії. Була фігуранткою бази Миротворець, проте у 2024 році її виключили з бази Миротворець, про що у серпні 2024 року вона повідомила у своєму посту у соцмережах.
Здобула свою популярність після того, як увечері 14 березня 2022 року у прямому ефірі програми «Время» на російському «Першому каналі» з'явилася з протестним плакатом проти вторгнення Росії в Україну. Незабаром фото та відеозапис акції протесту у прямому ефірі програми «Время» розтиражували багато світових ЗМІ.

## Біографія
Народилася 1978 року в Одесі. За словами Марини Овсяннікової, мати — росіянка, а батько — українець.
Навчалася на журналістському факультеті Кубанського університету, а також в Російській академії народного господарства і державної служби (РАНГіДС). Працювала ведучою новин на ДТРК «Кубань».
Є прихильницею версії про отруєння опозиціонера Навального російським урядом.
17 березня 2022 року Овсяннікова подала заяву про звільнення через «незгоду з редакційною політикою» російського каналу.
У квітні 2022 року німецький медіаконцерн «Axel Springer SE» найняв Овсяннікову як позаштатну кореспондентку для брендів Die Welt і телеканалу Welt. 15 квітня 2022 року у Берліні перед будівлею медіаконцерну відбулась акція протесту, де учасники вимагали від видання не співпрацювати з пропагандисткою.
31 травня українська філія російської аґенції «Інтерфакс-Україна» організувала конференцію «Викриття від Марини Овсяннікової: як працює російська пропаганда», що мала відбутися 1 червня за фізичної участі пропагандистки. Конференцію було скасовано того ж дня через критику суспільства.

## Антивоєнний протест
14 березня 2022 року під час вечірнього запису ефіру телепрограми «Время» на Першому каналі, пов'язаного з вторгненням Росії до України, Овсяннікова з'явилася з написаним від руки антивоєнним плакатом позаду пропагандистки Катерини Андрєєвої, яка продовжувала розповідати про те, що голова Уряду РФ Мішустін закликає прем'єр-міністра Білорусі Головченка посилити співпрацю для протистояння санкціям. Ефір за деякий час перервали сюжетом про лікарню, а адміністрація «Першого каналу» заявила про проведення службової перевірки.
Овсяннікова заздалегідь записала відеозвернення, згодом поширене телеграм-каналами ОВС-Інфо і Сталінгулаг, де пояснила причину свого вчинку:

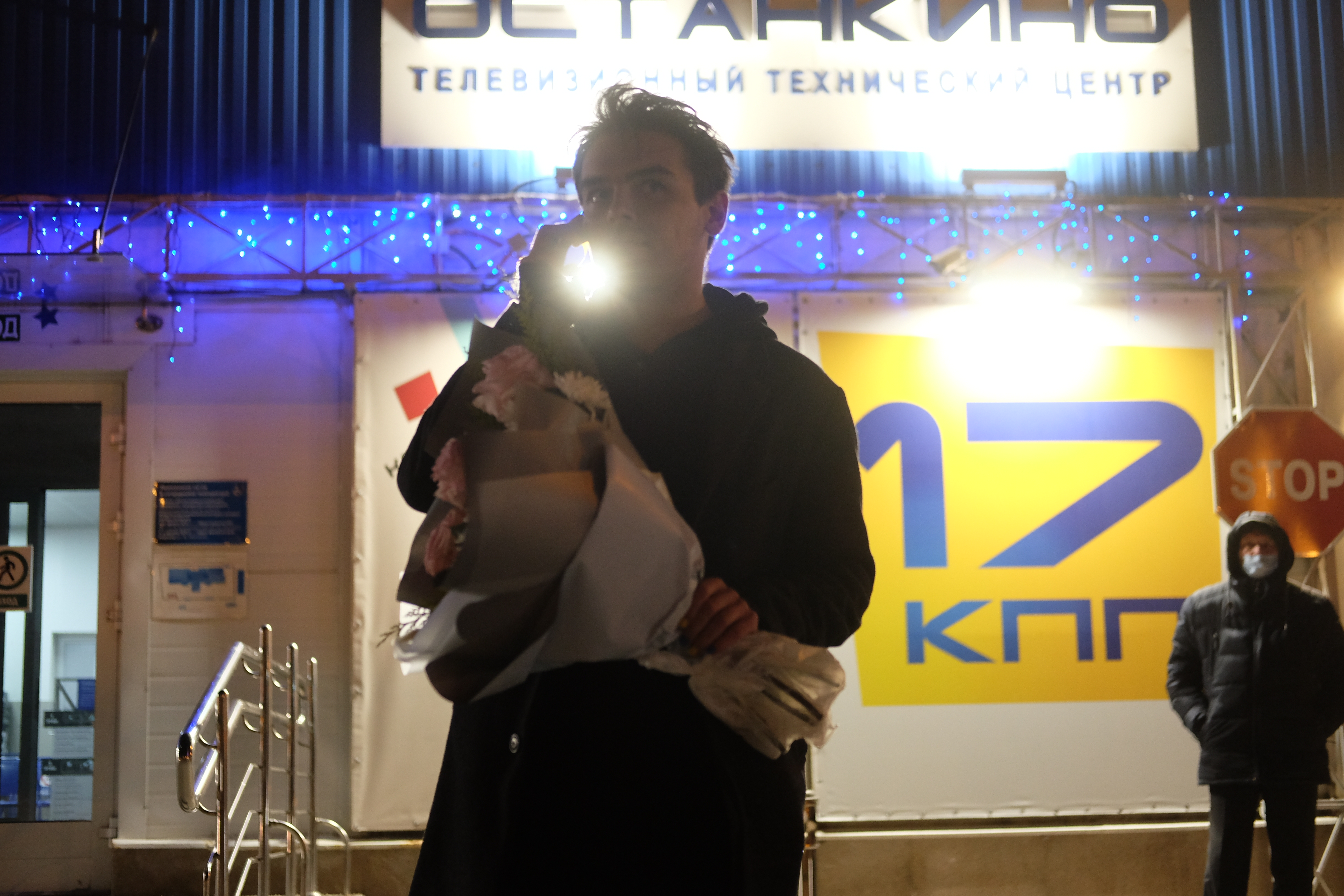
Чоловік чекає на Марину біля телецентру з квітами

Овсяннікову було затримано поліціянтами та доставлено до відділу поліції ОМВС по Останкінському району Москви, де складено протокол про її адміністративне правопорушення відповідно до ст. 20.3.3. КоАП «Публічні дії, спрямовані на дискредитацію використання ЗС РФ з метою захисту інтересів РФ та її громадян, підтримки міжнародного миру та безпеки» . Її адвокатами виступили Данило Берман, Дмитро Захватов та Анастасія Костанова. Адвокати заявили, що не знають про місцезнаходження Овсяннікової, оскільки не застали її ні у відділку поліції, ні в черговій частині телецентру, а на телефонні дзвінки вона не відповідала.

### Оцінки
Дії Овсяннікової привітав президент України Зеленський та його радник Михайло Подоляк.
15 березня британська газета The Guardian помістила стоп-кадр з ефіру на першу шпальту. Американська газета The Washington Post написала, що тисячі людей писали Овсянніковій у Facebook коментарі з подякою і називали її мужньою. Російський пропагандист Соловйов привітав Андрєєву як героїню.

### Викриття
Протест викликав підозру щодо справжньості заяви, зокрема, у професійних медійників. Наприклад, піарник Сергій Дідковський називає цю подію «інформаційною спецоперацією РРФСР». За даними українських журналістів, прямі етери на Першому каналі в РФ є заздалегідь записаним матеріалом..
Згодом у Telegram-каналі Ксенії Собчак було опублікувано кілька записів «протесту» з різних ракурсів, у тому числі — закулісся у той момент, коли Овсяннікова бігла з плакатом до студії.

## Родина
Має двох дітей. Колишній чоловік — режисер на пропагандистському телеканалі Russia Today.